# Drugs.com
Drugs.com 是美國一個提供藥物（學）資訊給消費者和專業醫護人員的線上藥物百科。

## 歷史
Drugs.com這個域名原本由柏尼·紐貝克在1994年註冊。
1999年，網際網路正處於快速發展期，艾瑞克·麥可弗從紐貝克手中買下了這個網域。

## 網站
如今的Drugs.com網站於2001年9月正式推出。
此網站擁有來自楚文健康管理分析公司旗下的Micromedex、荷蘭威科集團、美國食品藥品監督管理局、史泰德曼醫學辭典、AHFS、哈佛醫學院和馬約診所等參考資料所匯集而成的圖書館。

## 外部連結
- Drugs.com（页面存档备份，存于）